# Galeria do Rock
A Galeria do Rock, oficialmente Centro Comercial Grandes Galerias, é um centro comercial localizado na cidade de São Paulo. Foi construída em 1962 e inaugurada em 1963 no número 439 da Avenida São João, no centro da capital de São Paulo, entre as ruas 24 de Maio e o Largo Paysandu.
Apesar de estar relativamente espremida entre dois prédios antigos, a construção não deixa de exaltar toda a sua arquitetônica beleza em seus sete andares, contando com o subsolo. Atualmente possui 450 estabelecimentos comerciais, com predominância para o comércio de produtos relacionados ao gênero rock, hip hop e artigos para skatistas, mas que atendem também àqueles que procuram artigos esotéricos ou da saga de livros Harry Potter, fãs de basquete americano e amantes de músicas antigas. É um dos principais points de tribos urbanas, ou subculturas, no centro de São Paulo.
Por lá, passam em média 25 mil pessoas por dia, número que chega a 35 mil aos sábados e domingos. O espaço consagrou-se como atração turística na cidade.
Além das lojas de roupas, a Galeria é residência de alguns bares que, ainda, cobram menos de R$ 15 por um litro de cerveja, salões de beleza em que a maioria trabalha com cabelo afro, estabelecimentos que vendem cervejas artesanais, estúdios de tatuagem e lojas que mantém o carinho e a promessa dos LPs vivos. Seu horário de funcionamento é de segunda a sábado das 10h às 18h, com exceção de feriados.

## História

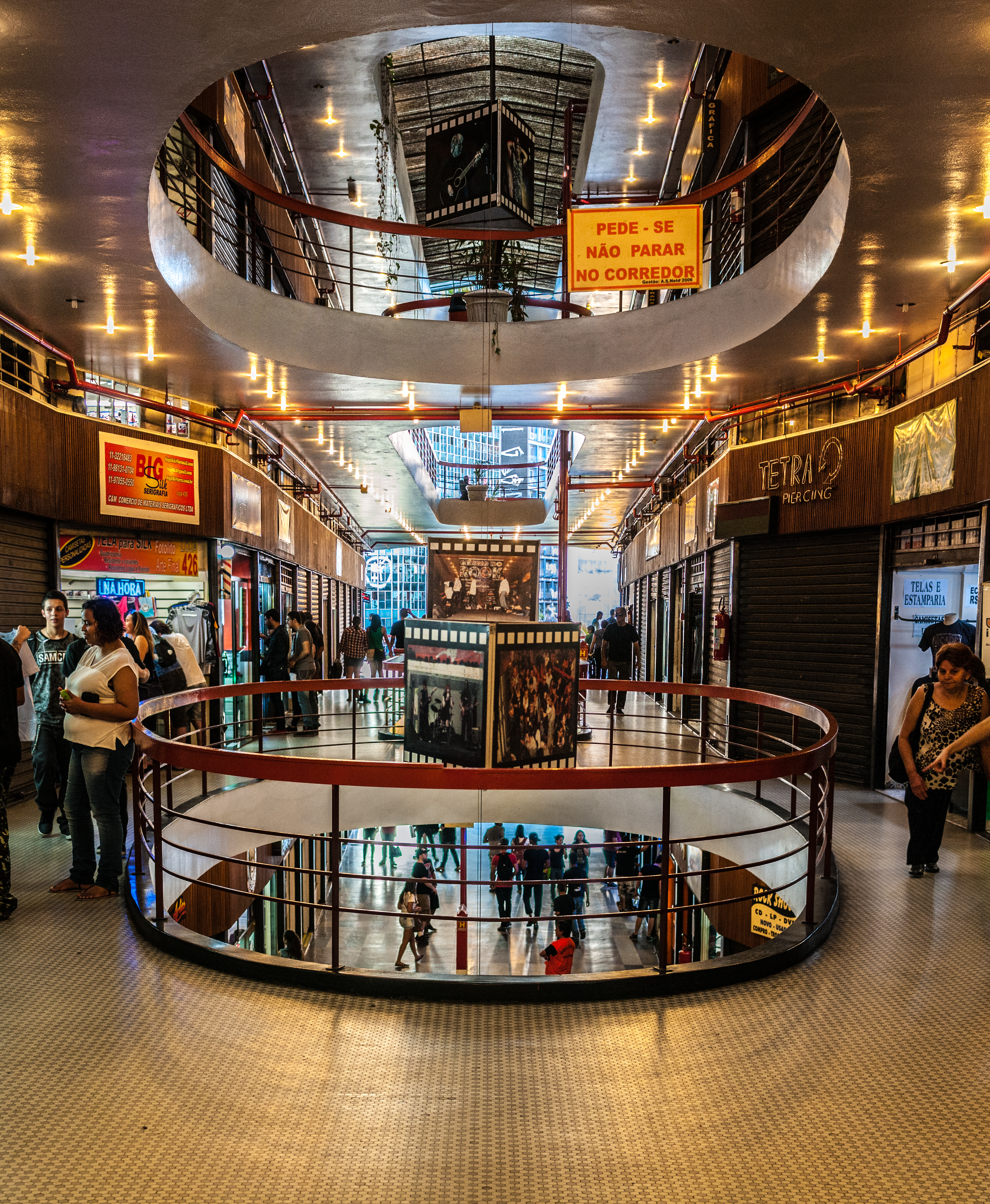
Interior da Galeria

O Centro Comercial Grandes Galerias foi construído em 1962, pela construtora Alfredo Mathias S.A., e com projeto do Escritório de Arquitetura Siffredi e Bardelli. Parte de seus objetivos foi de ocupar o Centro Novo da cidade de São Paulo.
Inaugurado em 1963, o edifício já se mostrava uma tendência pela especificação do comércio. No contexto da época, o comércio têxtil predominava a galeria, que abrigava mais de 100 alfaiates. Mesmo com a especificação têxtil, a galeria contava com lojas de serigrafia, salões de beleza e assistências técnicas de produtos eletrônicos.
Com a vinda dos grandes shoppings centers no final da década de 60, o empreendimento ficou abandonado por quase cinco anos após perder seus lojistas para os empreendimentos da zona sul e oeste.
No ano de 1976, após passar quase meia década vazia, a galeria ganhou sua primeira loja punk, a Wop Bop, que foi mal vista pela administração, pois brigas entre punks, skinheads e headbangers começaram a se tornar comuns, assim como uso de drogas no local e furtos. Os lojistas resolveram, então, reunir-se, mudar a administração e investir em segurança, decidindo proibir que novas lojas com o tema se instalassem ali. O temor era de que os hábitos dessa tribo espantassem a clientela comum, ofendendo a moral e os bons costumes.
Por volta da primeira metade da década de oitenta, tornou-se algo comum abrir lojas de discos nas galerias, e com a Grandes Galerias não foi diferente. Aos poucos começaram a abrir muitas lojas de discos. A partir desse momento começou a haver a instalação de públicos mais segmentados e específicos das diversas tribos urbanas.
Com o público consolidado proveniente da década de oitenta e com a nova administração da Grandes Galerias, em 1993, houve oficialmente o fim da proibição a lojas punk e outras tribos urbanas. As lojas do gênero rock tornaram-se soberanas, resgatando a tendência pela especificação do espaço, mas com um perfil completamente diferente do início da década de 60, época da inauguração do espaço.
A galeria foi uma das locações da novela das sete Tempos Modernos e do seriado Aline, da emissora Rede Globo.
Apresentações musicais na galeria tiveram destaque na mídia, quando, por exemplo, aconteceram shows que ajudaram a promover o festival Lollapalooza em 2013. No dia do aniversário de 459 anos de São Paulo, a organização do festival fez da Galeria palco de quatro shows gratuitos. Aproveitando para comemorar, também, o aniversário de 50 anos do Centro Comercial, as bandas Tokyo Savannah, República e Revoltz SP, confirmadas no festival, agitaram o lugar que é referência do público ligado ao mundo do rock e do heavy metal.

## Arquitetura
Projetado pelo arquiteto Alfredo Mathias, formado pela Escola Politécnica da Universidade de São Paulo, o Centro Comercial Grandes Galerias é dono de uma arquitetura bastante incomum, se comparado aos demais prédios do centro da cidade. A construção, cujo escritório responsável é bastante elogiado quando citado, é considerada um dos melhores projetos de Alfredo. Existe uma padronização nas construções do arquiteto, que seguem o estilo simples de onde as lojas estão localizadas, nas periferias do prédio, enquanto o centro possibilita fácil circulação, organizando o espaço e garantindo a aparência simétrica em todos os andares. As ondulações na fachada do prédio também são características do idealizador do edifício, assim como a não existência de marquises.
Se analisada por andar, a Galeria alinha suas lojas de maneira organizada. O térreo aloja, em sua maioria, lojas de tênis e artigos de skate; já o segundo é popular pela predominância de lojas de discos, que foram as responsáveis pela salvação da Galeria nos anos 70. No terceiro e primeiro andares as vendas são voltadas para roupas e acessórios, como bijuterias, buttons e mochilas. Já no quarto andar, estão localizadas as lojas de serigrafia (ou silk screen) e de artes. No térreo, uns dos andares de acesso principal, estão as lojas de tênis e skate shops, enquanto que no subsolo, outro acesso principal, estão os salões de cabeleireiros e os produtos voltados para os amantes de hip hop, que vêm ganhando muito espaço na Galeria. É interessante notar a quantidade de estúdios de tatuagem e piercing existentes no Centro; são mais de dez. Além disso, outra curiosidade notada é a Beatles 4ever, uma loja inteiramente direcionada a produtos da banda de rock The Beatles, formada nos anos 60, que conta com artigos que vão desde canecas personalizadas até mochilas e bonecos feitos de biscuit.
Outro fato bastante curioso é a sensação de proporcionar ao público um olhar panorâmico da rua quando se está parado nas extremidades do prédio. É possível enxergar o interior do prédio, inclusive as escadas rolantes, quando parado na rua, assim como se pode ver a cidade de dentro do edifício. O escritório responsável pelo desenho do Shopping era composto por dois italianos emigrados para o Brasil que, na década de 1960, protagonizaram diversos projetos, hoje famosos, como, por exemplo, o antigo Hotel Hilton e um conhecido prédio no bairro de Higienópolis, carinhosamente apelidado de "bolo de noiva" ou "navio". Os andares abrigam apenas um apartamento e seu formato de "V" faz com que a sala dê para o terraço enquanto os serviços (como cozinha e área de serviço) alojam-se sobre uma das pernas do "V" e os quartos e banheiros sobre a outra.

### Galeria

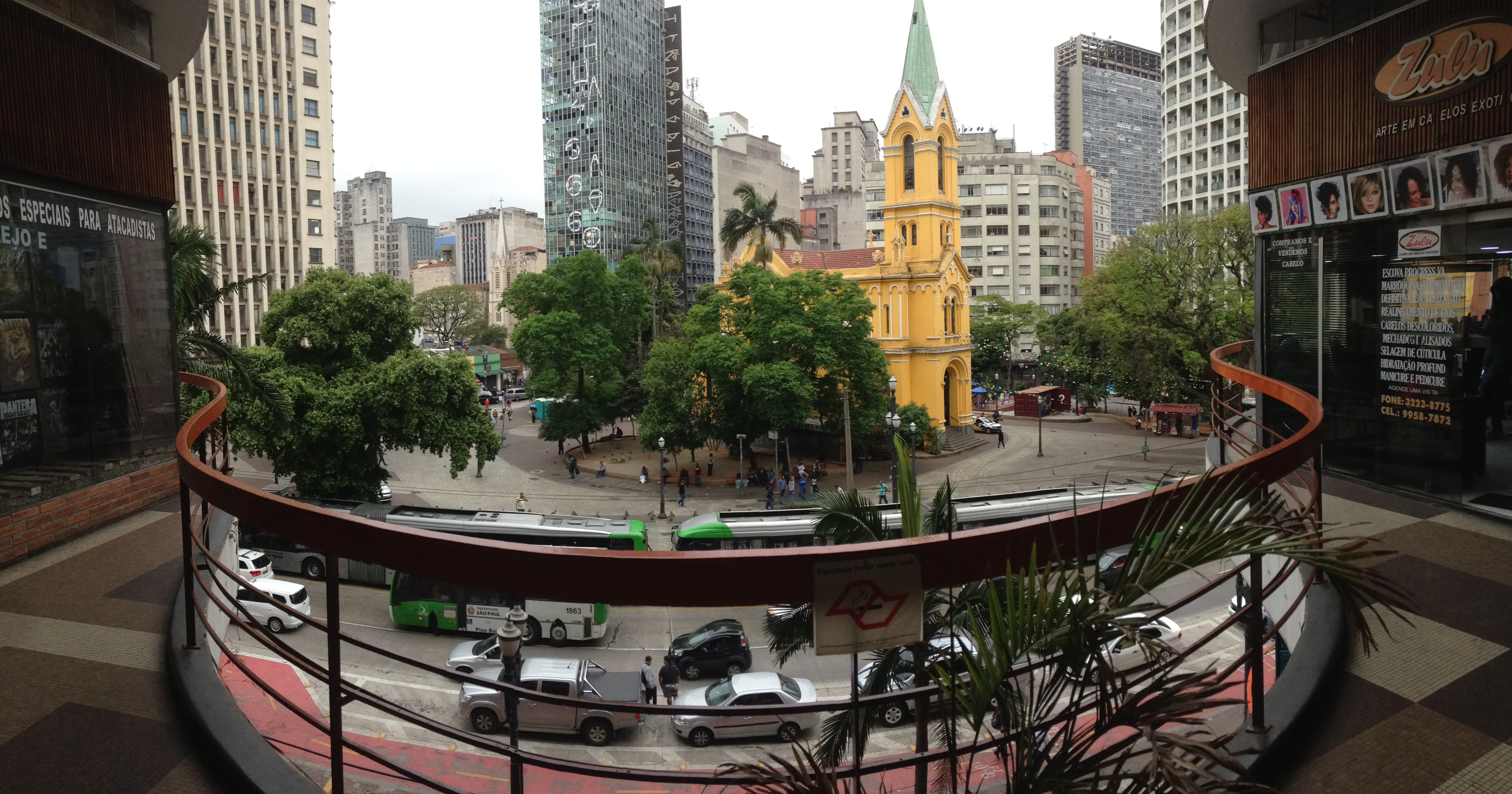
interior da Galeria - vista para Avenida São João.
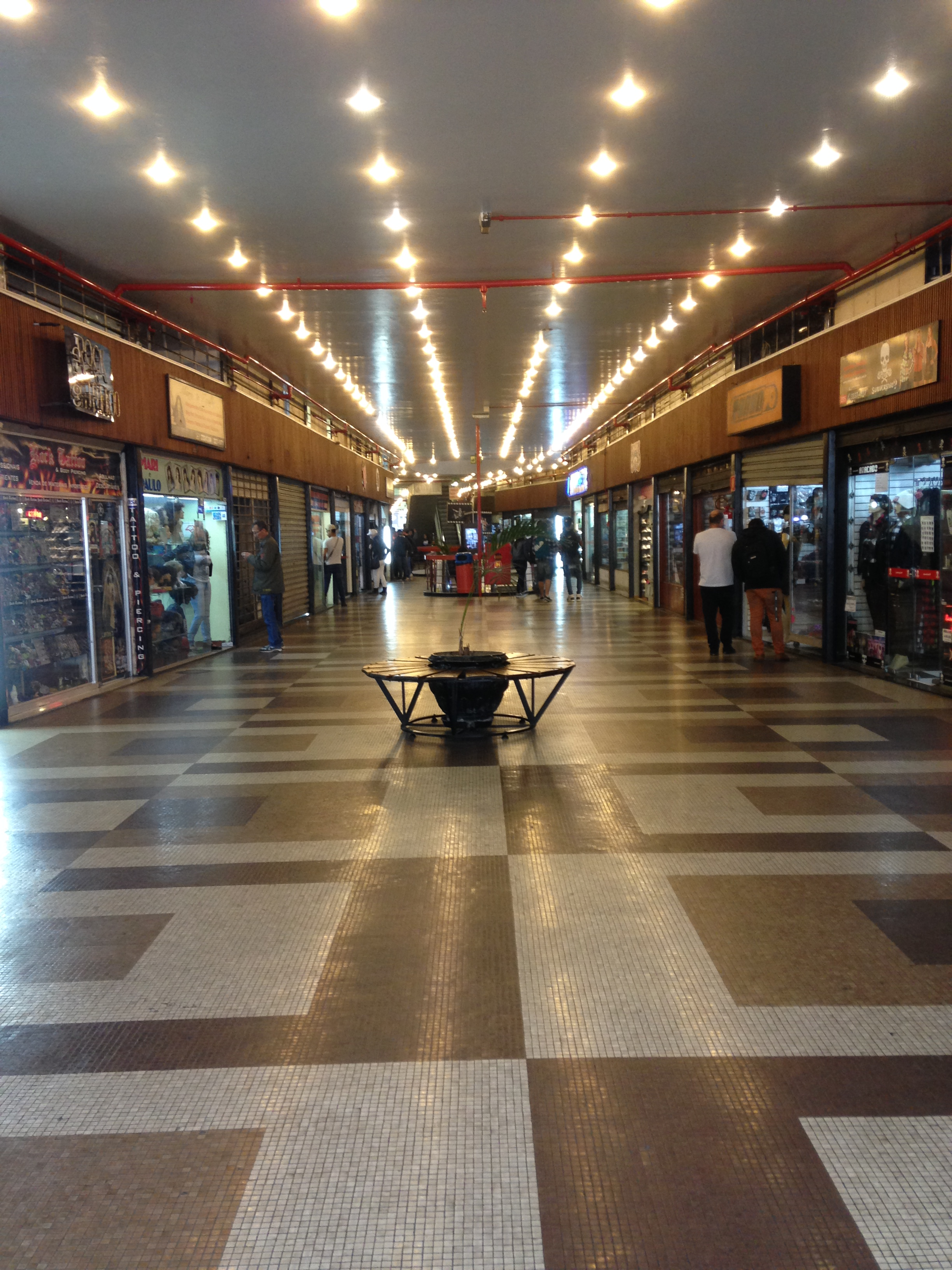
Interior da Galeria - os corredores são largos.
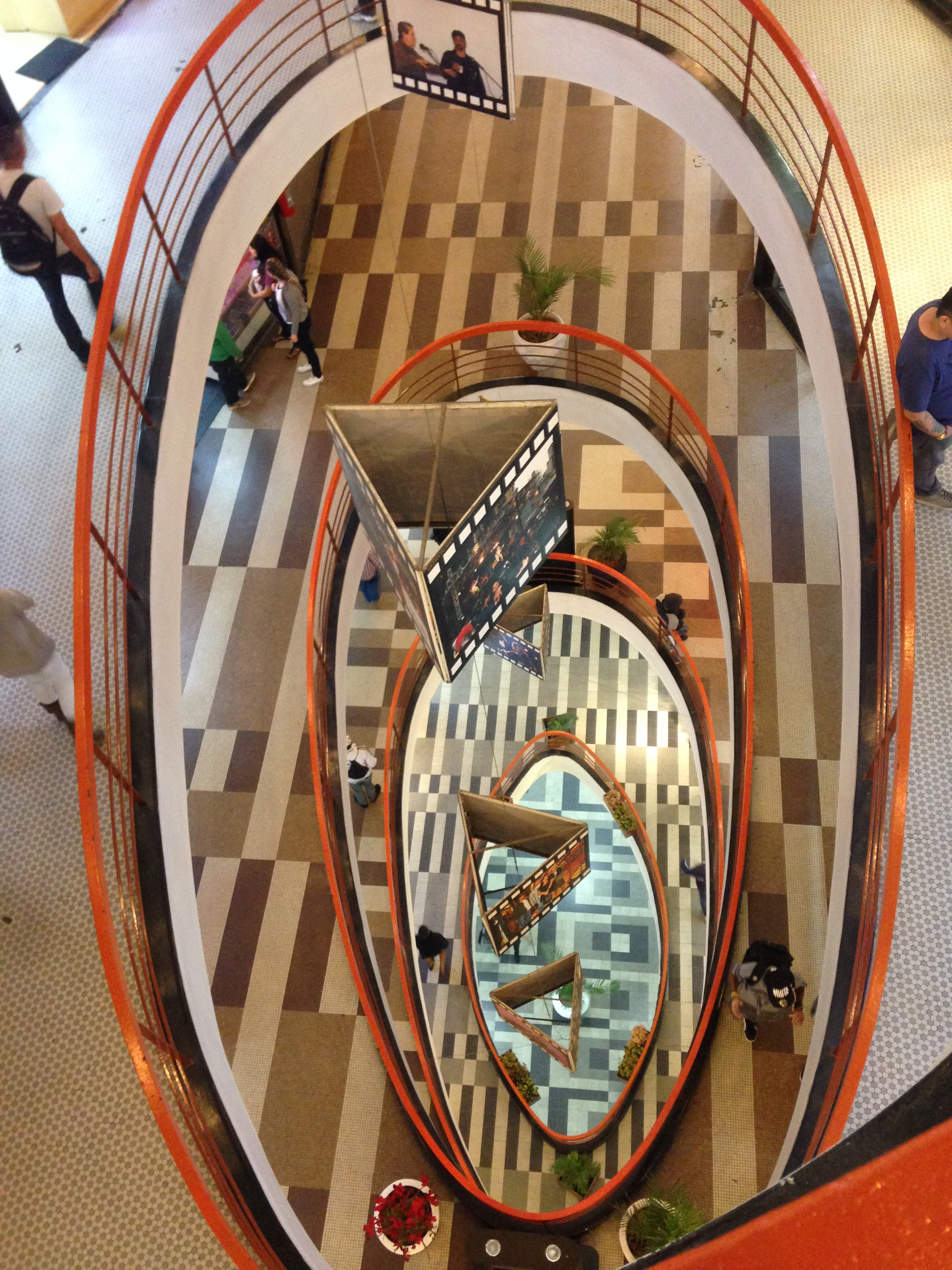
Interior da Galeria - centro dos andares facilita a circulação do público.
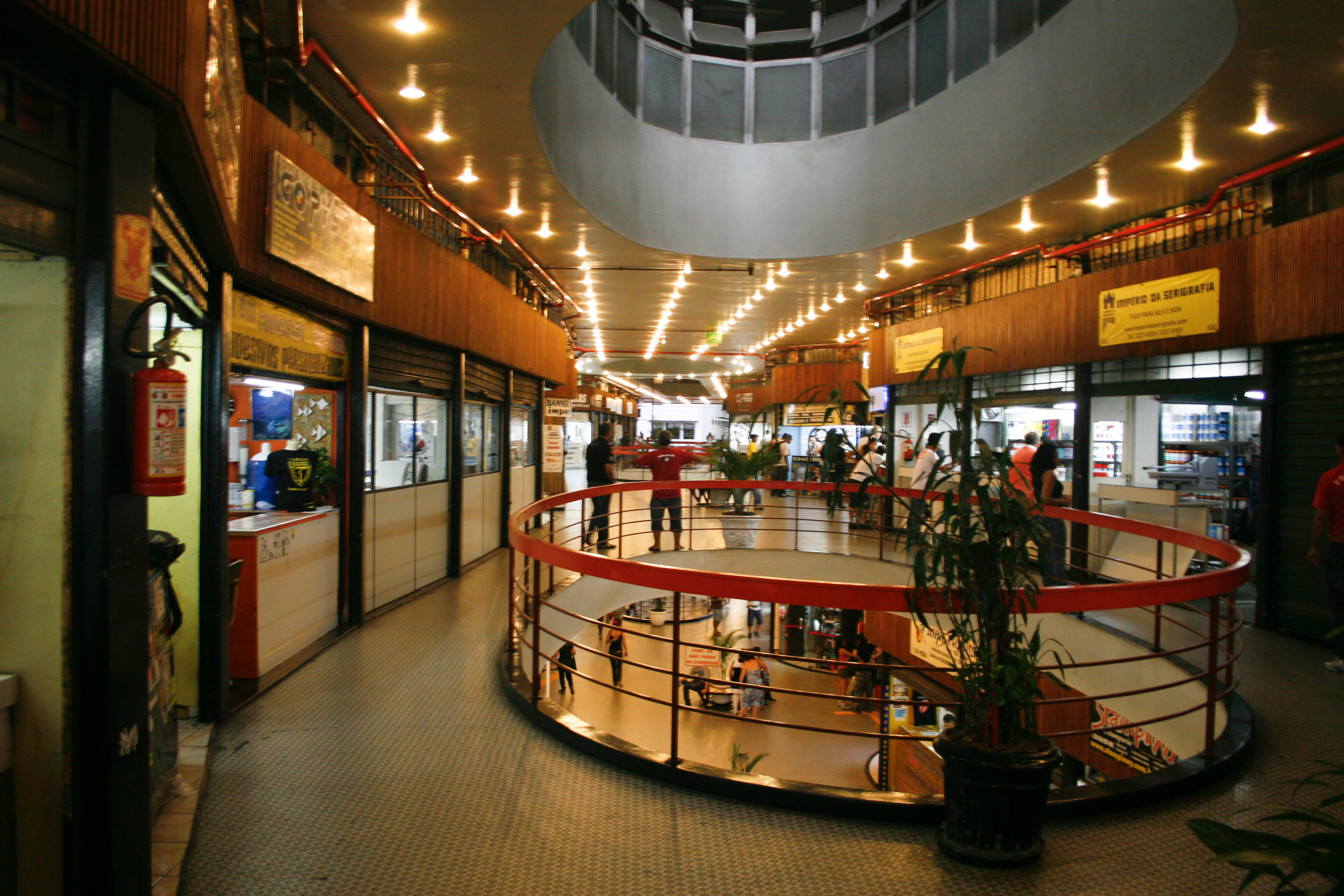
Interior da galeria - as lojas ficam nas periferias do prédio.
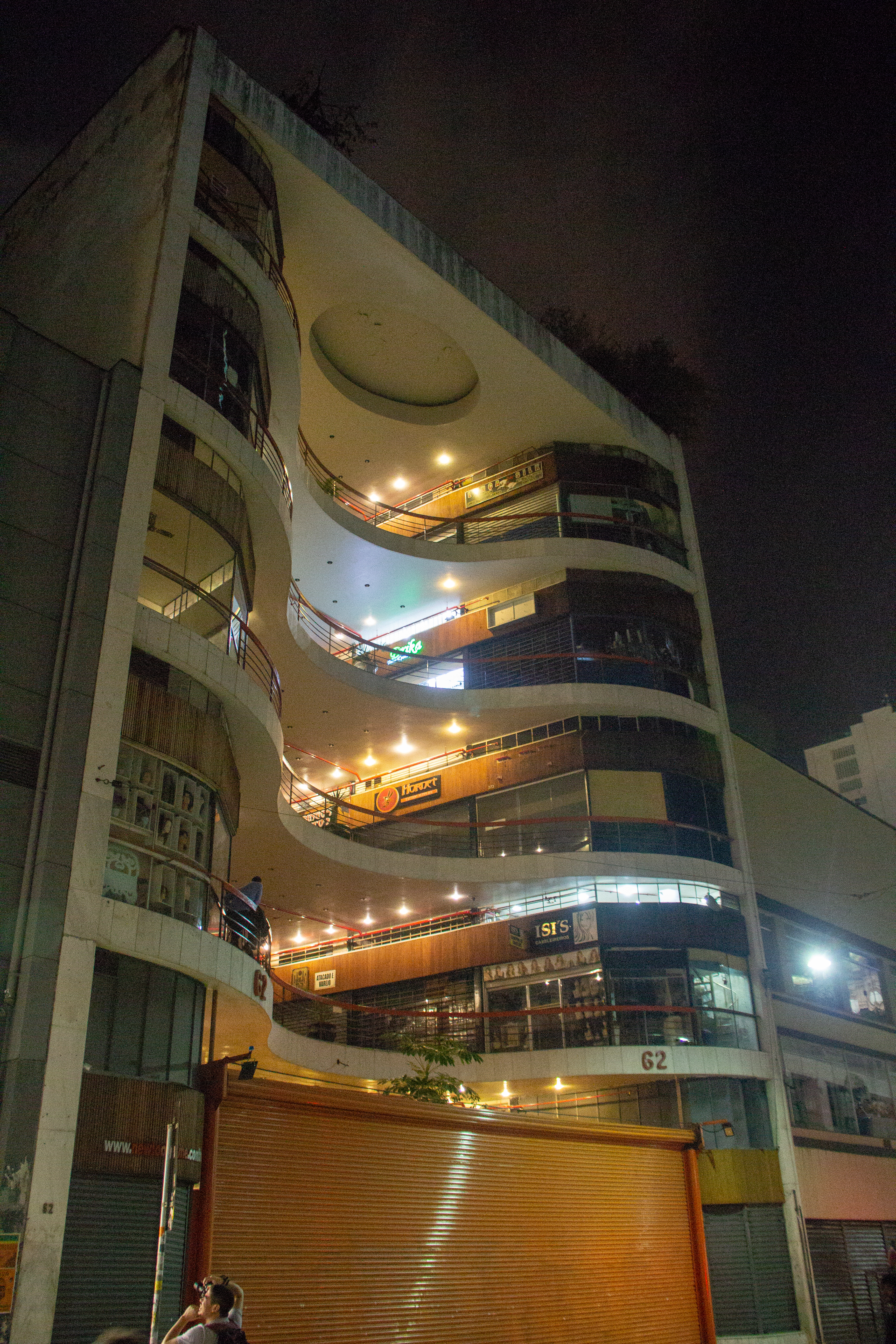
Vista noturna da galeria

## Tombamento
Foi tombado em 1992 pelo Conpresp, junto com outros monumentos de interesse para a caracterização e história do Vale do Anhangabaú.